# Siobhan-Marie O'Connor
Siobhan-Marie O'Connor (nacida en Bath, el 29 de noviembre de 1995) es una nadadora británica. Ha representado a Reino Unido en los campeonatos europeo y mundial y de natación y a Inglaterra en los Juegos de la Mancomunidad. En los Juegos Olímpicos de Londres 2012 participó en el evento de 100 metros estilo pecho.
El 24 de julio de 2014, durante Glasgow 2014, O'Connor ganó las medallas de plata en los 200 metros estilo libre y en el relevo 4 x 100 metros estilo libre. Al día siguiente, sumó otra plata, en los 100 metros mariposa, y, el 27 de julio, obtuvo el oro en los 200 metros combinado con una nueva plusmarca británica y de los juegos.
Al año siguiente, ganó, como parte del equipo británico de relevo mixto, su primera medalla en un Campeonato Mundial. También participó en los Juegos Olímpicos de Río de Janeiro 2016, donde obtuvo la medalla de plata en los 200 metros combinados.
Estudió Periodismo en el Consejo Nacional para la Formación de Periodistas.

## Palmarés internacional
| Juegos Olímpicos                    | Juegos Olímpicos         | Juegos Olímpicos  | Juegos Olímpicos        |
| Año                                 | Lugar                    | Medalla           | Prueba                  |
| ----------------------------------- | ------------------------ | ----------------- | ----------------------- |
| 2016                                | Río de Janeiro ( Brasil) | Medalla de plata  | 200 m estilos           |
| Campeonato Mundial                  |                          |                   |                         |
| Año                                 | Lugar                    | Medalla           | Prueba                  |
| 2015                                | Kazán ( Rusia)           | Medalla de oro    | 4 × 100 m estilos mixto |
| 2015                                | Kazán ( Rusia)           | Medalla de bronce | 200 m estilos           |
| Campeonato Mundial en Piscina Corta |                          |                   |                         |
| Año                                 | Lugar                    | Medalla           | Prueba                  |
| 2014                                | Doha ( Catar)            | Medalla de plata  | 100 m estilos           |
| 2014                                | Doha ( Catar)            | Medalla de plata  | 200 m estilos           |
| 2014                                | Doha ( Catar)            | Medalla de plata  | 4 × 50 m estilos        |
| Campeonato Europeo                  |                          |                   |                         |
| Año                                 | Lugar                    | Medalla           | Prueba                  |
| 2016                                | Londres ( Reino Unido)   | Medalla de oro    | 4 × 100 m estilos       |
| 2016                                | Londres ( Reino Unido)   | Medalla de oro    | 4 × 100 m estilos mixtp |
| 2016                                | Londres ( Reino Unido)   | Medalla de plata  | 200 m estilos           |
| 2018                                | Glasgow ( Reino Unido)   | Medalla de bronce | 4 × 100 m estilos       |
| Campeonato Europeo en Piscina Corta |                          |                   |                         |
| Año                                 | Lugar                    | Medalla           | Prueba                  |
| 2012                                | Chartres ( Francia)      | Medalla de bronce | 100 m estilos           |
| 2013                                | Herning ( Dinamarca)     | Medalla de plata  | 200 m estilos           |
| 2013                                | Herning ( Dinamarca)     | Medalla de bronce | 100 m estilos           |
| 2013                                | Herning ( Dinamarca)     | Medalla de bronce | 4 × 50 m estilos        |
| 2015                                | Netanya ( Israel)        | Medalla de plata  | 100 m estilos           |
| 2015                                | Netanya ( Israel)        | Medalla de plata  | 200 m estilos           |
| 2019                                | Glasgow ( Reino Unido)   | Medalla de bronce | 200 m estilos           |